# Метафаза
Метафазата е етап от деленето на клетката – митоза.

## Преминаването от профаза към прометафаза
По време на прометафазата кондензираните хромозоми се свързват с делителното вретено чрез кинетохори. Всяка хромозома има по две кинетохори, по една за всяка хроматида в региона на центромера. С продължаването на прометафазата, втора група от миркотубули се образува от двата полюса на клетката към центромерите. Тези микротубули се свързват с кинетохорите към всяка една от двете хроматиди от хромозомата. Това биполярно свръзване е критичен процес от митозата, всяка една грешка в позиционирането на микротубулите, може да доведе до катастрофа.

## Същност на метафазата
През метафазата хромозомите се подреждат в екваториалната плоскост на делителното вретено. Тя започва с придвижването и разполагането на делителното вретено в зоната заемана преди от ядрото. При това придвижване кинетохорите на хромозомите „прихващат“ и се прикрепват към някои от микротръбичките на делителното вретено, така че сестринските хроматиди на всяка хромозома да бъдат прикачени към срещуположните полюси на делителното вретено. Кинетохорните микротръбички подреждат хромозомите в кръг в екваториалната плоскост на делителното вретено и образуват т.нар. метафазна пластинка. Разположението на хромозомите в центъра на клетката е сигнал за третата фаза от митозата, метафазата. Клетката вече е готова за разделяне на сестринските хроматиди, така че всяка дъщерна клетка по натам да приеме пълния набор от хромозоми. Тази фаза от митозата е транзитно състояние, по време на което всичко се проверява преди разделянето да настъпи. В метафазата хромозомите са максимално кондензирани и тя е най-подходящия момент за отчитане на броя, формата и размерите на хромозомите. При тази фаза се изучава кариотипа и се правят кариограми на организмите.